# Myosotis discolor subsp. canariensis
Myosotis discolor subsp. canariensis é uma subespécie de planta com flor pertencente à família Boraginaceae. 
A autoridade científica da subespécie é (Pit.) Grau.

## Portugal
Trata-se de uma subespécie presente no território português, nomeadamente no Arquipélago da Madeira.
Em termos de naturalidade é nativa da região atrás indicada.

## Protecção
Não se encontra protegida por legislação portuguesa ou da Comunidade Europeia.